# Vozokany (Nitra)
Vozokany é um município da Eslováquia, situado no distrito de Topoľčany, na região de Nitra. Tem 9,12 km² de área e sua população em 2018 foi estimada em 358 habitantes.

## Demografia
| Ano:        | 1994 | 2004   | 2014   | 2024   |
| ----------- | ---- | ------ | ------ | ------ |
| Broj ljudi: | 300  | 316    | 335    | 333    |
| Razlika:    |      | +5,33% | +6,01% | -0,59% |

| Ano:               | 2023 | 2024   |
| ------------------ | ---- | ------ |
| Número de pessoas: | 339  | 333    |
| Diferença:         |      | -1,76% |